# Gerumsmanteln

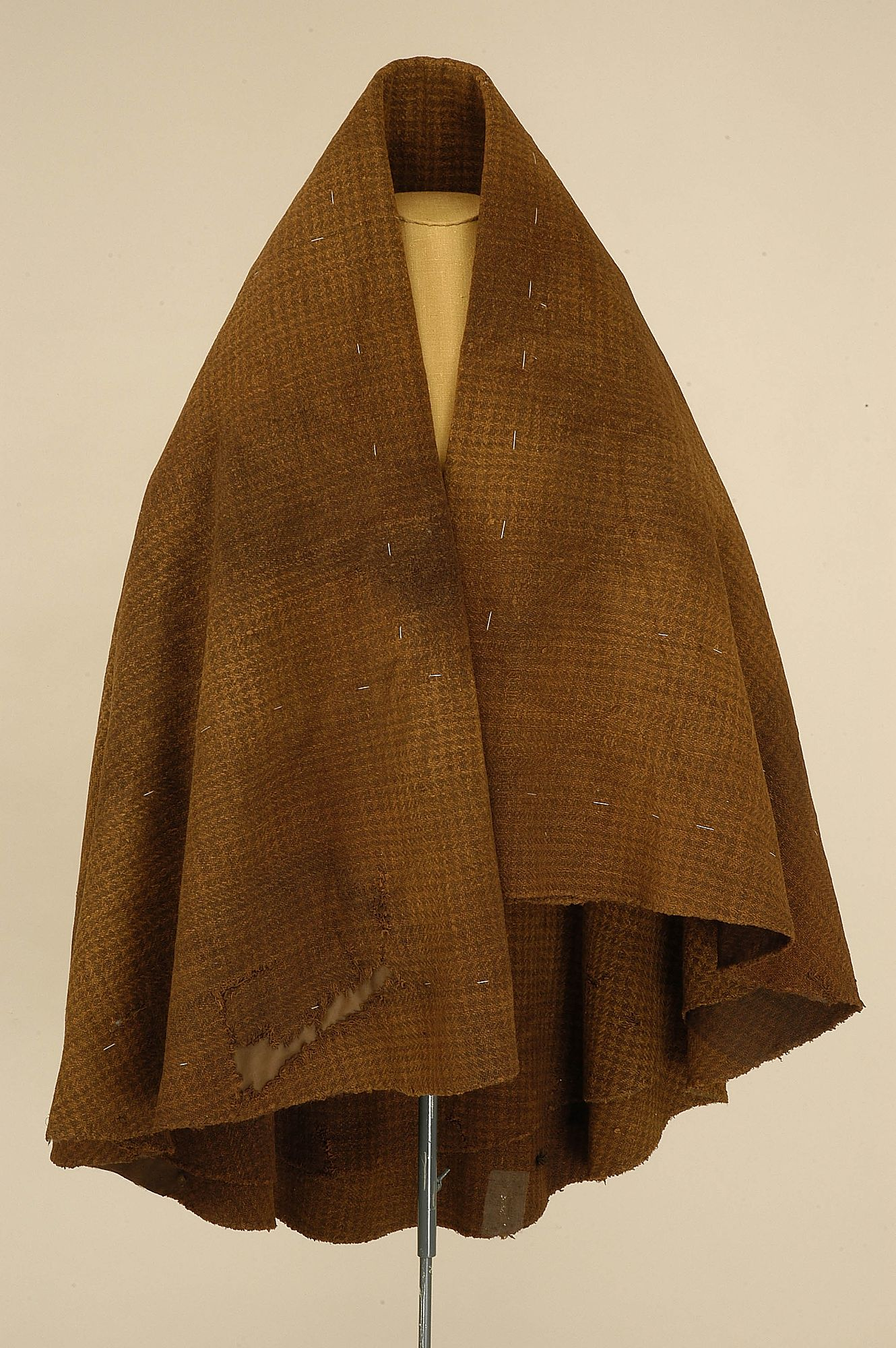
Gerumsmanteln

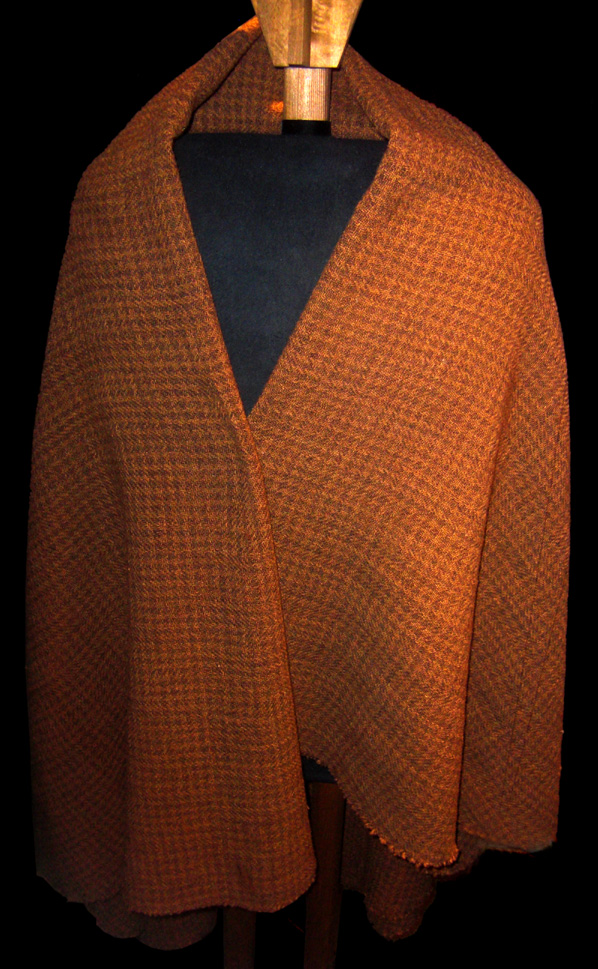
Kopian av Gerumsmanteln på Falbygdens museum.

Gerumsmanteln är ett klädesplagg daterad till 360–100 f Kr, en del av förromersk järnålder. Den hittades 1920 i Hjortamossen uppe på Gerumsberget i Östra Gerums socken i Tidaholms kommun i Västergötland, ihopvikt och lagd under tre stenar. Manteln är tillverkad med naturfärgad brun respektive vit ulltråd, men har färgats av vattnet i mossen den legat i.
Tidigare antogs att den var från bronsåldern. 
Den ovala manteln, 248 cm x 200 cm är vävd i ullgarn på tre eller fyra skaft i ett smårutigt mönster (liknande hundtand) av kypertkaraktär, vilket förvånat många, då kyperten ansågs ha ett senare datum för spridning till Norden.
De små stickhålen i manteln har gett upphov till teorin att mantelns siste ägare blev mördad.
Originalet förvaras hos Historiska museet i Stockholm och är inventariefört som SHM 16719. En reproduktion av manteln visas på Falbygdens museum i Falköping.